# Berliet GDR
Der Berliet GDR war ein mittlerer zweiachsiger Lastkraftwagen des französischen Herstellers Berliet mit einer Nutzlast von etwa 5 Tonnen aus der zweiten Hälfte der 1930er Jahre, den es in zahlreichen Varianten gab.

## Modelle

### Berliet GDR7

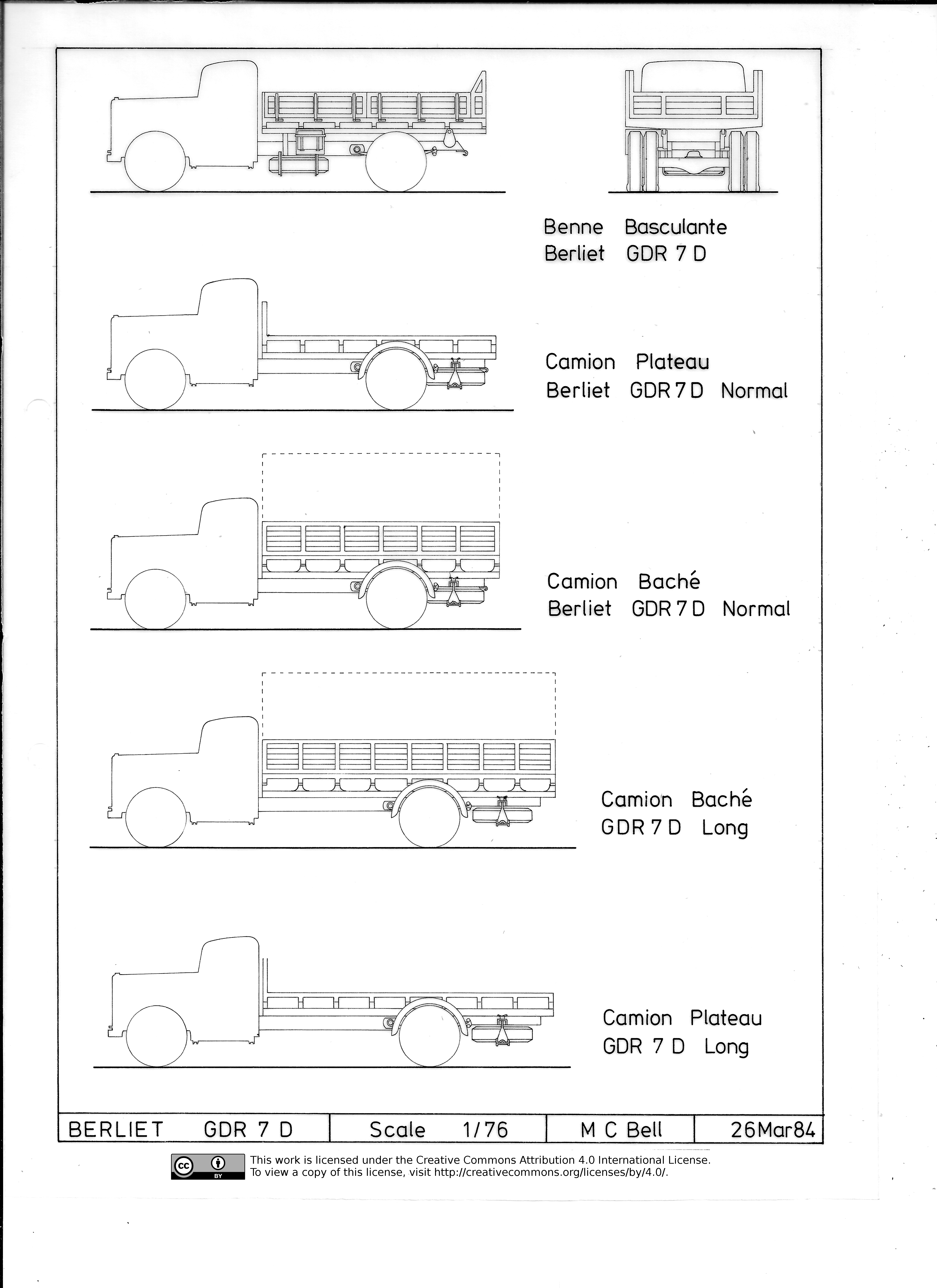
Berliet GDR 7 D, Varianten

Der Typ erhielt seine allgemeine Betriebserlaubnis im September 1936. Der Vierzylinder-Dieselmotor mit einer Bohrung von 120 und einem Hub von 160 mm (Hubraum 7238 cm³) war steuerlich mit 19 CV eingestuft, die unbekannte effektive Leistung wurde bei 1800/min erbracht. Das nackte Fahrgestell wog 4200 kg, das höchstzulässige Gesamtgewicht betrug 10800 kg. Das Fahrzeug war je nach Kundenwunsch mi einem Radstand von 4460 und einer Länge von 6650 mm oder einem Radstand von 5400 und einer Länge von 7620 mm lieferbar, die Breite betrug 2350 mm. Gebaut wurden 88 Stück 1936, 302 Stück 1937 und 2 Stück 1938.
Eine Variante war ein Sprengwagen zum Besprengen staubiger Straßen, GDR7 Arroseuse:genannt. Er hatte bei gleichbleibendem Radstand eine Länge von 6,77 und eine Breite von 2,50 m, was vermutlich dem am Heck angebrachten Sprengwerk geschuldet war. Sein zulässiges Gesamtgewicht war auf 13 Tonnen erhöht: Rechnet man etwa eine Tonne für den Wassertank und die Sprengvorrichtung, so bedeutet es gleichwohl, dass etwa 6 Tonnen Wasser mitgeführt werden konnten. Das Fahrzeuge erhielt seine allgemeine Betriebserlaubnis am 17. Juli 1939, also kurz vor Ausbruch des Zweiten Weltkrieges. Über gebaute Stückzahlen ist nichts bekannt.
GDR7 m38 war eine modernisierte Variante, die ihre allgemeine Betriebserlaubnis Anfang August 1938 erhielt. Der Motor mit gleichen Maßen, jetzt vom Typ MDB3R, leistete jetzt 80 effektive PS bei 1700/min. Der Radstand betrug nach Wahl des Kunden 4,46 oder 5,04 m, die Länge 6,76 oder 7,73 m und die Breite 2,50 m. Mit einem 5000-Liter-Tankaufbau wurden bei Kriegsbeginn 162 Stück bestellt, von denen 20 im Dezember 1939 und der Rest von Februar bis Mai 1940 an die französische Armee geliefert wurde. Ein Teil dieser Fahrzeuge fiel der deutschen Wehrmacht als Beute in die Hände. Über weitere gebaute Stückzahlen (insbesondere an zivile Kunden) schweigen die Quellen leider.
GDR7G: Diese Variante hatte die gleichen Abmessungen wie der GDR7 m38, jedoch einen Holzgas-Motor des Typs MPEG: gleiche Zylindermaße wie beim GDR7, 19 Steuer-CV, unbekannte Höchstleistung bei 2000/min, allgemeine Betriebserlaubnis Mitte September 1939. Gebaute Anzahl nicht genannt.

### Berliet GDR16
Der Berliet GDR16 hatte einen Holzgasmotor. Folgende Varianten sind bekannt:
GDR16G: Vierzylinder-Holzgasmotor Typ MPEG (Bohrung × Hub 110 × 154,8 mm = 5884 cm³, 16 Steuer-CV, unbekannte effektive Leistung bei 2000/min), allgemeine Betriebserlaubnis Oktober 1937. Reserviert für diesen Typ wurden die Chassisnummern 161851-161870, also 20 Stück. Ob diese ganz oder teilweise vergeben wurden, ist nicht überliefert,
GDR16 BI: Gleicher Motor, aber mit Kipper-Aufbau (daher das B in der Typenbezeichnung für B = benne = Kipper) Radstand 5,04 und Länge 7,70 m, allgemeine Betriebserlaubnis September 1938, gebaute Stückzahl unbekannt.
Drei LKW der Typenreihe GDR mit Holzgasmotor (unklar, ob GDR7G, GDR16G oder GDR21G) wurden Ende 1939 an die französische Armee geliefert: Zwei Kipper im Oktober 1939 und ein Pritschenwagen im November 1939.

### Berliet GDR21G
Auch dieser Typ, der seine allgemeine Betriebserlaubnis im März 1938 erhielt, hatte einen Holzgas-Motor, wie das 2. G (= Gasogene) in der Typenbezeichnung klarstellt: Motortyp MKU110G, 6 Zylinder, Bohrung × Hub 110 × 140 mm, Hubraum 7983 cm³, 21 Steuer-CV, unbenannte effektive Leistung bei 2000/min. Gebaute Anzahl unbekannt, vielleicht nur ein Prototyp.

### Berliet GDR22
Der Berliet GDR22 (allgemeine Betriebserlaubnis 8. Januar 1936) hatte einen Vierzylinder-Ottomotor des Typs MKB3 (Bohrung × Hub 110 × 154,8 mm = 5884 cm³, 22 Steuer-CV, effektive Leistung 75 PS bei 2000/min), übrige Maße wie GDR7: Gebaut wurden 21 Stück 1936, 7 Stück 1937 und 9 Stück 1938, die zivilen Käufer gaben also dem Modell GDR7 mit Dieselmotor den Vorzug. Hauptkunde des GDR22 war das Militär:
Am 13. Januar 1936 stellte Berliet den GDR22 (Armee) vor: Radstand 5,20 und Länge 7,695 m:. 1936 wurden 16 Stück an die Armee in Französisch-Marokko geliefert, weitere 20 Stück 1937.
Erheblich mehr bestellte die französische Luftwaffe: Der GDR22 (Air) wurde am 10. März 1937 vorgestellt: Radstand 4,81 und Länge 7,23 m, andere Daten wie beim zivilen GDR22 Gebaut wurden 76 Stück mit Pritsche und Plane 1936 und weitere 200 1937, ferner 80 Tankwagen für je 5000 Liter Treibstoff 1938.
GDR22 m38 war eine modernisierte Variante, die die allgemeine Betriebserlaubnis im Oktober 1938 erhielt. Der Motor war vom Typ MKB3 und damit der gleiche wie beim Vorgänger, die äußeren Abmessungen entsprachen denen des GDR7 m38. Über Stückzahlen ist nichts bekannt.

### Berliet GDR28F
Der Berliet GDR28F war eine Entwicklung aus dem Jahr 1945, der seine allgemeine Betriebserlaubnis im März 1945 erhielt. Er hatte einen Ottomotor des Typs MPB4 (4 Zylinder, Bohrung × Hub 120 × 160 mm, Hubraum 7238 cm³, 28 Steuer-CV, 80 effektive PS bei 2000/min). Das bloße Fahrgestell wog 4100 und mit Fahrerkabine 5500 kg. Die Nutzlast betrug jetzt 5,5 Tonnen. Der Radstand wird mit 4835, die Länge mit 7780 und die Breite mit 2470 mm angegeben.
Die Ausstattung mit Ottomotor erfolgte, da man von den Treibstofflieferungen der USA abhängig war, deren Heeresfahrzeuge fast alle mit Benzin und kaum mit Diesel fuhren. Von Januar bis Oktober 1945 wurden 806 Stück gebaut.

### Originalquellen
Eine Publikation, in der alle vor 1945 gebauten Berliet-Typen individuell abgehandelt wären, gibt es nicht. Neben der unten erwähnten Literatur wurde auf folgende in der Fondation Berliet verwahrte Originalunterlagen zurückgegriffen:
- Fiches des Mines: Es handelt sich um die Unterlagen zur Erteilung einer allgemeinen Betriebserlaubnis, hierfür ist in Frankreich der Inspecteur des mines sachlich zuständig. Diese Unterlagen sind chronologisch geordnet und nummeriert. Nicht zu jedem Typ bzw. Variante gibt es entsprechende Unterlagen, teils, weil sie wohl als Untervarianten eines Typs verstanden wurden, für den eine gesonderte Erlaubnis nicht erforderlich war, teils wohl, weil diese Unterlagen im Laufe der letzten 100 Jahre verlorengegangen sind. Bei Militärtypen gibt es Hinweise, dass eine Betriebserlaubnis direkt durch militärische Dienststellen erfolgte, was entsprechende fiches des mines überflüssig machte. Die Quellenbezeichnung lautet: „Fiches No. ...“
- Etat des véhicules utilitaires et autobus declares aux mines depuis 1920, eine 15-seitige Zusammenstellung vom 1. Dezember 1941, enthält insbesondere die reservierten Chassisnummernbänder, die jedoch vielfach nicht vollständig ausgeschöpft wurden, einige Typen bzw. Varianten werden nicht erwähnt. Die Quellenbezeichnung lautet: „Etat S...“
- Nombre de véhicules construits de 1930 à 1942, siebenseitige Zusammenstellung der zwischen 1930 und 1942 gebauten Stückzahlen an Nutzfahrzeugen, erstellt wohl 1943, erste Seite teilweise irreparabel verderbt, teilweise werden mehrere Typen bzw. Varianten zusammengefasst, Quellenbezeichnung lautet: „Nombre S...“

### Sonstige Literatur
- Monique Chapelle: Berliet. 1. Auflage. EMCE, Saint-Chamond 2016, ISBN 978-2-35740-049-8 (zit. als „Chapelle, Berliet“).
- Jean François Colombet: Berliet 1945-1950. 1. Auflage. Histoire & Collections, Paris 1995 (zit. als „Colombet, 1945-50“).
- Bart H. Vanderveen: The Observer’s Army Vehicles Directory to 1940. Hrsg.: Olyslager Organisation. F. Warne, London 1974, ISBN 0-7232-1540-5.
- François Vauvillier: Tous les Berliet militaires 1914–1940. Histoire et Collections, Paris 2019, ISBN 978-2-35250-496-2 (zit. als „Vauvillier, Berliet militaires,“).